# ASV Salzburg
Die Amateursportvereinigung Salzburg ist ein österreichischer Sportverein in der Stadt Salzburg aus dem Stadtteil Itzling. Er teilt sich in die Sektionen Aikido, Beachvolleyball, Fußball, Judo, Leichtathletik, Sportkegeln und Tennis.

## Entstehung
Die Wurzeln des ASV-ASKÖ Salzburg reichen bis in das zweite Jahrzehnt des 20. Jahrhunderts zurück. 1912 gründete Karl Rotschopf den „Allgemeinen Arbeiter-Turnverein“ in Gnigl/Itzling, der heute noch als ATSV Salzburg besteht. Gegen Jahresende 1926 entschlossen sich die damals im ATSV tätigen Itzlinger Sportler einen eigenen Verein in der Doppelgemeinde zu gründen. Dies war die Geburtsstunde des Arbeiter-, Turn- und Sportverein Itzling, in dem sich fortan die sportbegeisterten Itzlinger und Gnigler Bürger in den Sektionen Boden- und Geräteturnen, Leichtathletik, Handball, Faustball und Skilauf betätigen konnten. Im Zuge der politischen Unruhen des Jahres 1934 wurde der Verein als Teil der Arbeiterbewegung behördlich aufgelöst.
Nach dem Zweiten Weltkrieg erfolgte 1946 die Wiedergründung des ATSV Itzling und im Zuge dessen auch die Einrichtung einer Fußballabteilung, die sich später zur stärksten Sektion im Verein entwickelte. Im selben Jahr pachtete der ATSV ein Grundstück an der Plainstraße auf dem heute das vereinseigene Sportzentrum steht.
1948 entschloss sich der Vereinsvorstand, dem damaligen Trend entsprechend, zur Umbenennung des Arbeiter-, Turn und Sportvereins in Amateursportvereinigung Salzburg. Mit dem Beitritt zum Dachverband ASKÖ kam dann der heutige Vereinsname zustande.

## Zweigverein Fußball
Der heutige Fußballverein wurde im Jahr 1946 als Fußballsektion des ATSV Itzling ins Leben gerufen. Der Einstieg in der Meisterschaft erfolgte in der Aufstiegsklasse im Frühjahr 1946. Hier belegte man den letzten Platz. In der nächsten Saison konnte man den Meistertitel in der 2. Klasse Nord feiern. Die offizielle Wiedergründung des Gesamtvereines erfolgte im Jahr 1947. 1948 kam es zur Umbenennung in ASV-ASKÖ Salzburg. Seit 2003 ist die einstige Fußballsektion ein eigener Zweigverein der Amateursportvereinigung Salzburg und trägt diesen Zusatz auch im Vereinsnamen. Der Zusatz ASKÖ wurde 2015 aus dem Vereinsnamen entfernt. Der Verein veranstaltet jährlich zum Saisonabschluss ein großes internationales U-11-Turnier (Itzlinger Sommercup für U-11-Mannschaften), an dem sich Mannschaften aus mehreren Ländern beteiligen. 2024 findet dieses Turnier zum 10. Mal statt.

### Erfolge
- Meister 2. Klasse Nord: 1947
- Meister 1. Klasse: 1949
- Meister Landesklasse Nord: 1956
- Meister 1. Klasse Nord: 1960
- Meister Landesliga: 1965
- Meister Landesklasse: 1975
- Meister Landesklasse: 1983
- Meister 1. Klasse Nord: 1998
- Aufstieg im Juni 2012 in die 1. Landesliga durch 7:0-Sieg im Relegationsspiel gegen den USV Zederhaus
- Aufstieg im Juni 2020 in die 1. Landesliga (nachträglich als Zweiter der. 2. Landesliga Nord 2018/19 aufgrund des Rückzuges des FC Zell am See aus der Salzburger Liga)
- Aufstieg im Juni 2022 in die Salzburger Liga (als Zweitplatzierter aufgrund der Reform der Regionalliga Salzburg)

## Sektion Judo

### Erfolge
- 1989 (Klagenfurt[1]) Huber Yvonne: Staatsmeisterin ‐61 kg[2]
- 1993 (Bischofshofen[1]) Huber Yvonne: Staatsmeisterin ‐61 kg[2]
- 1995 (Eisenstadt[3]) Eder Gabriele: Staatsmeisterin +72 kg[2]
- 1998 (Innsbruck[4]) Lamprecht Marco: Staatsmeister -73 kg[5]
- 1999 (Vienna[4]) Lamprecht Marco: Staatsmeister -73 kg[5]
- 2000 (Höchst[6]) Höllbacher Thomas: Staatsmeister -60 kg[5]
- 2000 (Höchst[4]) Lamprecht Marco: Staatsmeister -73 kg[5]
- 2002 (Seekirchen[7]) Ivinger Erich: Staatsmeister ‐66 kg[5]

### Mannschaft
Die Mannschaft stieg 1992 in die Staatsliga B der Judo-Bundesliga auf. Bis 1995 gelang es dem Team zwei Mal den dritten Platz (1993, 1994) in dieser Liga zu belegen. Im darauffolgenden Jahr schaffte sie es den ersten Platz zu belegen und in die Staatsliga A aufzusteigen. Dort konnten sie die Bronzemedaille in den Jahren 1998 und 2001 gewinnen. 2002 stiegen sie wieder in die Nationalliga ab, die sie 2004 und 2005 gewinnen konnten. Nach dem Sieg der Liga 2008 stieg das Team wieder in die 1. Bundesliga auf. Dort konnten sie allerdings nur ein Jahr verbleiben. 2010 gewannen sie bis jetzt zum letzten Mal die 2. Bundesliga. Das Team wurde 2011 aus der Bundesliga zurückgezogen.